# استیبین
استیبین (به انگلیسی: Stibnite) با فرمول شیمیایی Sb2S3 از مجموعه کانی هاست و محلول دراسید نیتریک و کلریدریک گرم - به آسانی قابل ذوب است - درKOHسیاه و با آب تمیز می‌شود. Sb:71.38% S:۲۸٫۶۲٪ با انکلوزیون‌های As,Ag,Bi,Zn,Fe,Pb,Au,Cu رنگ برای اولین بار در رومانی کشف شد و از نظر شکل بلور: بلورهای منشوری طویل و شیاردارو گاه خمیده - رشته‌ای - آسیکولار - ماکله، رنگ: خاکستری سربی یا فولادی باکمی تمایل به آبی سبزرنگ - تجمع اغلب سیاه، شفافیت: کدر (اپاک)، شکستگی: صدفی، جلا: فلزی، رخ: کامل - مطابق با سطح - سطوح رخ دارای جلای، سیستم تبلور: ارترومبیک و در رده‌بندی سولفور است و منشأ تشکیل آن هیدروترمال است.
همایند کانی‌شناسی (پارانژ) آن برتیئریت- بیسموتینیت- گالن- منیزیت- پیرولوزیت- زرنیخ- رآلگار- طلا- برتیئریت- سینابر- آرسنوپیریت- مارکاسیت است
کاربرد آن: در آلیاژها - در صنایع کائوچو - در صنایع شیشه - در صنایع طبی، از نظر ژیزمان بلورهای نازک ستونی - تجمع رشته‌ای - دانه‌ای - خردشده - متراکم فراوان است و بیشتر در آلمان شرقی، چک اسلواکی، رومانی، روسیه، فرانسه، یوگسلاوی، پرتغال، الجزیره، مکزیک، بولیوی، ایتالیا، آمریکا، استرالیا، بزرگترین ژیزمان درچین و ژاپن، (۶۰ سانتی مترطول و ۵ سانتی مترعرض) زغال درشعله اکسیدان می‌دهد-درKOHسیاه وباآب تمیز می‌شود کانیهای مشابه:برتیئریت، بیسموتینیت، گالن، منیزیت، پیرولوزیت که ازنظرچگالی ازبیسموتیت ضعیفتروگالن دارای رخ کامل در۳جهت است وازمنیزیت ازلحاظ اثر خط وسختی م یافت می‌شود.